# Буги-вуги
Буги-вуги е пиано блус и джаз стил в афроамериканската музика.
Разработен е в афроамериканските общности през 1870-те години, става много популярен в края на 1920-те години.
Той е разширен на 3 пиана едновременно, китари, биг бенд с кънтри музика и дори госпъл. Докато блусът традиционно представя различни емоции, буги-вугито е свързано главно с танцуване.
Характеризира се с редовен бас с лявата ръка. Басът е транспониран в съответствие с акордовите промени.

Буги-вугито не е задължително соло пиано стил, то може да акомпанира певци и да бъде включено в оркестри и малки групи. Голяма част от него е написана в тактов размер 4/4, като се използва осмина нота. Акордната прогресия е обикновено въз основа на I-IV-V-I с много варианти като I/i – IV/iv – v/I, както и акорди, които водят към тези прогресии.
В по-голямата част буги-вуги мелодиите са туелв-бар блус, стилът е бил използван в популярни песни като „Swanee River“ и химни като „(Just a) Closer Walk with Thee“.
|  | Тази страница частично или изцяло представлява превод на страницата Boogie-woogie в Уикипедия на английски. Оригиналният текст, както и този превод, са защитени от Лиценза „Криейтив Комънс – Признание – Споделяне на споделеното“, а за съдържание, създадено преди юни 2009 година – от Лиценза за свободна документация на ГНУ. Прегледайте историята на редакциите на оригиналната страница, както и на преводната страница, за да видите списъка на съавторите. ВАЖНО: Този шаблон се отнася единствено до авторските права върху съдържанието на статията. Добавянето му не отменя изискването да се посочват конкретни източници на твърденията, които да бъдат благонадеждни. |